# Relizane
Relizane (en arabe : غليزان ; en berbère : ⵖⵉⵍⵉⵣⴰⵏ, Ɣilizan), est une ville et commune de la wilaya de Relizane, dont elle est le chef-lieu, en Algérie. En 2008, sa population est de 130 094 habitants, dont 109 689 résidant dans la ville même de Relizane.
Relizane est l'héritière de la ville historique de Mina, qui a été témoin du passage de nombreuses civilisations et États, tels que les Numides, les Romains et les Vandales, et a vécu dans l'abondance aux IIe et IIIe siècles.
L'emplacement de Relizane est très stratégique, car c'est un carrefour de nombreuses routes anciennes, nationales, comme désormais la route nationale n° 4, la route nationale n° 23 et la route nationale n° 7, en plus du réseau ferroviaire reliant le centre et l'ouest.
En raison de sa situation sur les rives du Oued Mina et dans la plaine de la Mina, elle abrite de nombreuses plantations d'agrumes.

## Toponymie
Le nom de Relizane provient du berbère ⵉⵖⵉⵍ ⵉⵣⵣⴰⵏ (Iɣil Izzan) qui signifie « colline brûlée/grillée ». Les Turcs y construisent un bordj, d'où le nom Bordj Ighil Izan, pour contrôler la route d'Oran. La population est majoritairement issue des Flittas et des Beni-Ouragh de l'Ouarsenis.

## Géographie

### Situation
Relizane se situe à 135 km à l'est d'Oran.
| Belassel Bouzegza | Belassel Bouzegza     | Oued El Djemaa   |
| El Matmar         | Relizane              | Zemmora          |
| Bendaoud          | Sidi M'Hamed Benaouda | Dar Ben Abdellah |

| Distances entre Relizane et d'autres capitales | Distances entre Relizane et d'autres capitales | Distances entre Relizane et d'autres capitales | Distances entre Relizane et d'autres capitales | Distances entre Relizane et d'autres capitales | Distances entre Relizane et d'autres capitales | Distances entre Relizane et d'autres capitales |
| ---------------------------------------------- | ---------------------------------------------- | ---------------------------------------------- | ---------------------------------------------- | ---------------------------------------------- | ---------------------------------------------- | ---------------------------------------------- |
| Destination                                    | Tunis                                          | Rabat                                          | Tripoli                                        | Nouakchott                                     | Niamey                                         | Bamakou                                        |
| Distance (KM)                                  | 1075                                           | 922                                            | 1443                                           | 3798                                           | 3127                                           | 3024                                           |

### Climat
| Mois                              | jan. | fév. | mars | avril | mai  | juin | jui. | août | sep. | oct. | nov. | déc. |
| --------------------------------- | ---- | ---- | ---- | ----- | ---- | ---- | ---- | ---- | ---- | ---- | ---- | ---- |
| Température minimale moyenne (°C) | 7    | 8    | 9    | 11    | 15   | 19   | 23   | 23   | 20   | 16   | 11   | 8    |
| Température moyenne (°C)          | 11   | 12   | 15   | 17    | 21   | 26   | 30   | 30   | 26   | 21   | 16   | 12   |
| Température maximale moyenne (°C) | 16   | 18   | 20   | 23    | 28   | 33   | 37   | 37   | 32   | 27   | 21   | 17   |
| Précipitations (mm)               | 46,3 | 52,3 | 45,1 | 45    | 32,2 | 8,9  | 2,8  | 6,7  | 19,2 | 32,5 | 48,3 | 45,3 |

| Diagramme climatique                                  |         |         |        |          |         |         |         |          |          |          |         |
| J                                                     | F       | M       | A      | M        | J       | J       | A       | S        | O        | N        | D       |
| 16746,3                                               | 18852,3 | 20945,1 | 231145 | 281532,2 | 33198,9 | 37232,8 | 37236,7 | 322019,2 | 271632,5 | 211148,3 | 17845,3 |
| Moyennes : • Temp. maxi et mini °C • Précipitation mm |         |         |        |          |         |         |         |          |          |          |         |

### Topographie
La topographie de la commune se caractérise par une hauteur moyenne au-dessus du niveau de la mer de 70 mètres (sur la base d'une mesure moyenne prise dans un rayon de 3 kilomètres autour de Relizane).

### Sismographie
La région de Relizane est classée dans la zone sismique modérée, mais un séisme dévastateur pourrait survenir d'ici 50 ans avec une probabilité de 10%.

### Hydrographie
La vallée de la Mina traverse la municipalité de Relizane, la divisant en deux. Elle est également traversée par deux affluents : la vallée du Mellah et la vallée de la Khorara. Le barrage de Sidi Mohamed Ben Aouda a été construit sur les rives de la vallée.

## Urbanisme et territoire
Le centre-ville présente une architecture de l'époque coloniale, notamment le style néo-roman de l'église Saint-Joseph et le style néo-classique de l'ancien hôtel de ville.et après l’indépendance Les autorités compétentes ont mis en place de nombreux types différents de logements, tels que : LSP   ,AADL ,LPA .LPP.

### Lieux-dits, quartiers et hameaux

#### Les quartiers
La commune compte une agglomération secondaire :
- Nouvelle ville Adda Ben Aouda
- Dallas
- 42 Logement
- Cité Aissat Idir
- Cité Satal
- Chemirik
- Zaghloul
- AADL
- El intissar
- Castor
- La Ropal
- Belkhoudja Benoudda
- 600 Logement (El Nasr)
- DNC
- 2 Eme Garre
- El Guerraba
- Lalla Afia
- Les olivettes
- Mont Viso
- FNPOS
- Berrezga Abdelkader
- Cité Ouafi
- La Sas
- La Remonte
- Zerz
- Cité Benalou
- 42
- Complexes
- Cité Chadli
- Village Espagnol

#### Les hameaux
En 1984, la commune de Relizane est constituée à partir des lieux-dits et localités suivants :
- Cheraïtia
- Ouled Mohamed
- Megane
- Tafafha
- Ouled Djelti

#### Les boulevards et les rues
|    | Nom actuel                  | Nom précédent    |    | Nom actuel        | Nom précédent     |
| -- | --------------------------- | ---------------- | -- | ----------------- | ----------------- |
| 01 | Boulevard Mohammed Khemisti | Victor Hugo      | 08 | Fateh Abdelkader  | Boulevard Mascara |
| 03 | Boulevard de l'ALN          | _________        | 09 | Rue du tribunal   | Rue du tribunal   |
| 04 | Benaama Mustapha            | Rue du fortin    | 10 | El Quds           | Rue de Jérusalem  |
| 05 | La République               | La République    | 11 | Rue Larbi Tebessi | Rue de Lapasset   |
| 06 | Rue du barrage              | Rue du barrage   | 12 | Zougari Taher     | Zemmora           |
| 07 | Rue de l'hôpital            | Rue de l'hôpital |    |                   |                   |

## Transport

### Transport routier
La ville de Relizane occupe une position stratégique compte tenu des routes qui traversent la municipalité, dont les plus importantes sont :
|    | N   | Les routes |
| 01 | A2  | L'Autoroute Est-Ouest passe à 6 km au nord de la ville au niveau de la commune de Belassel depuis le 15 août 2009 |
| 02 | N4  | La RN4 traverse la commune d'est en ouest                                                                         |
| 03 | N7  | La RN7 vers le sud-ouest en direction de Mascara                                                                  |
| 04 | N23 | La RN23 vers le sud-est en direction de Tiaret.                                                                   |
| 05 | W13 | La RW 13 Il relie Oued El Abtal à Belassel                                                                        |

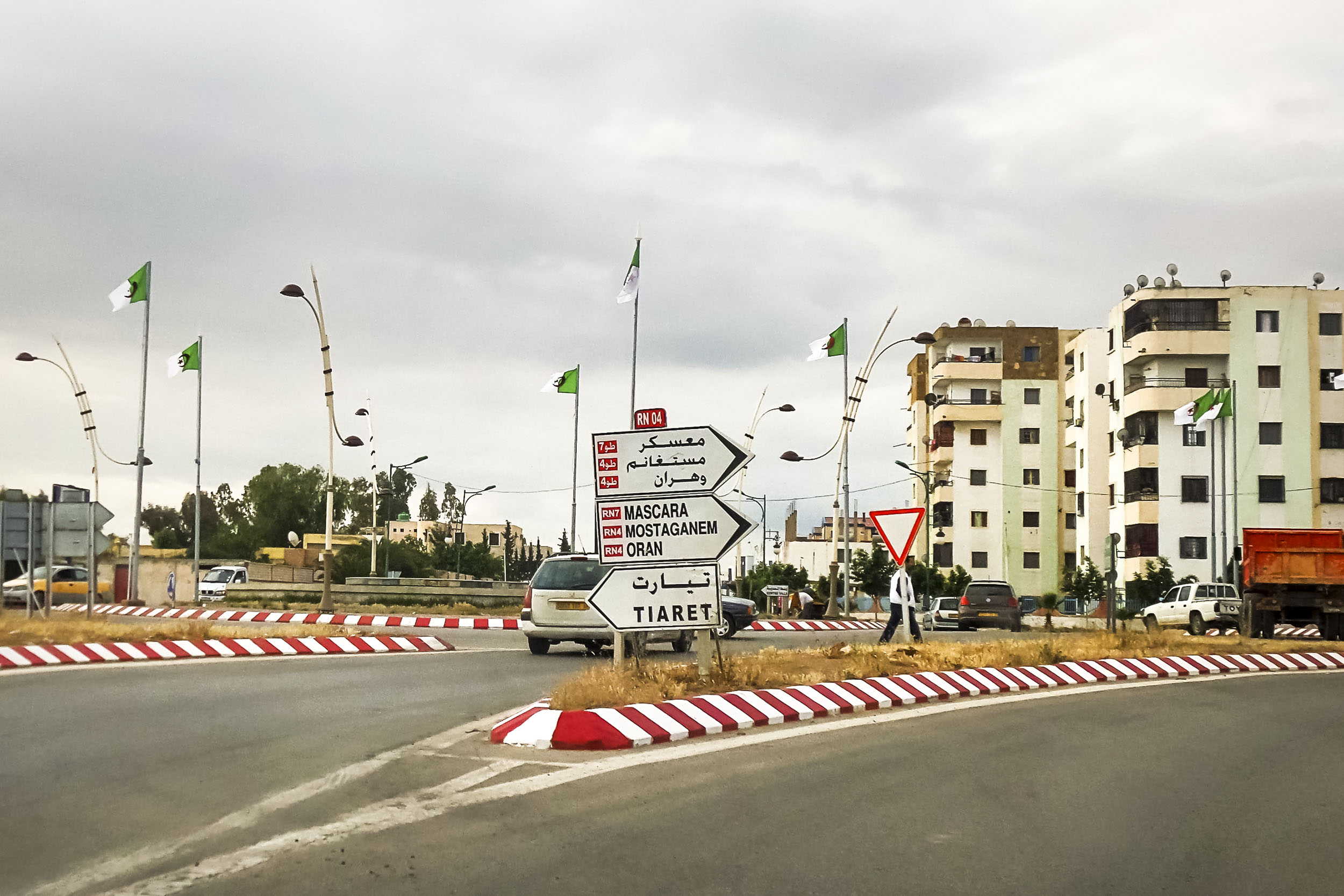
La route N04
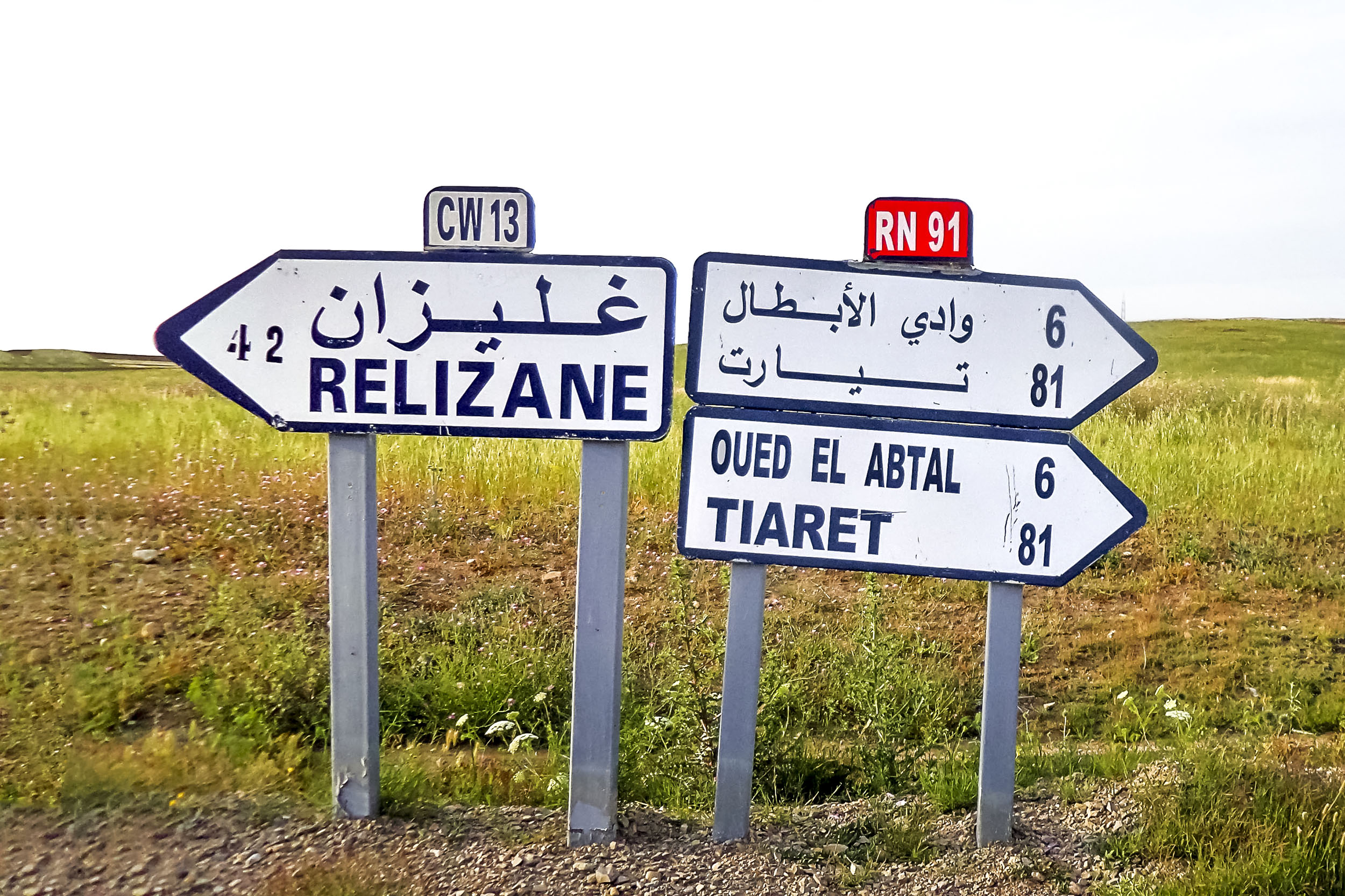
Panneaux de direction sur la La RW13
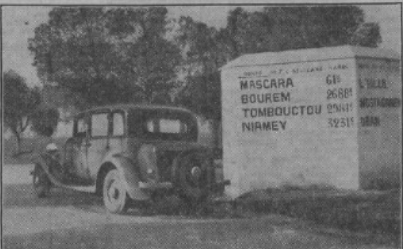
Borne routière à Relizane

### Transport ferroviaire

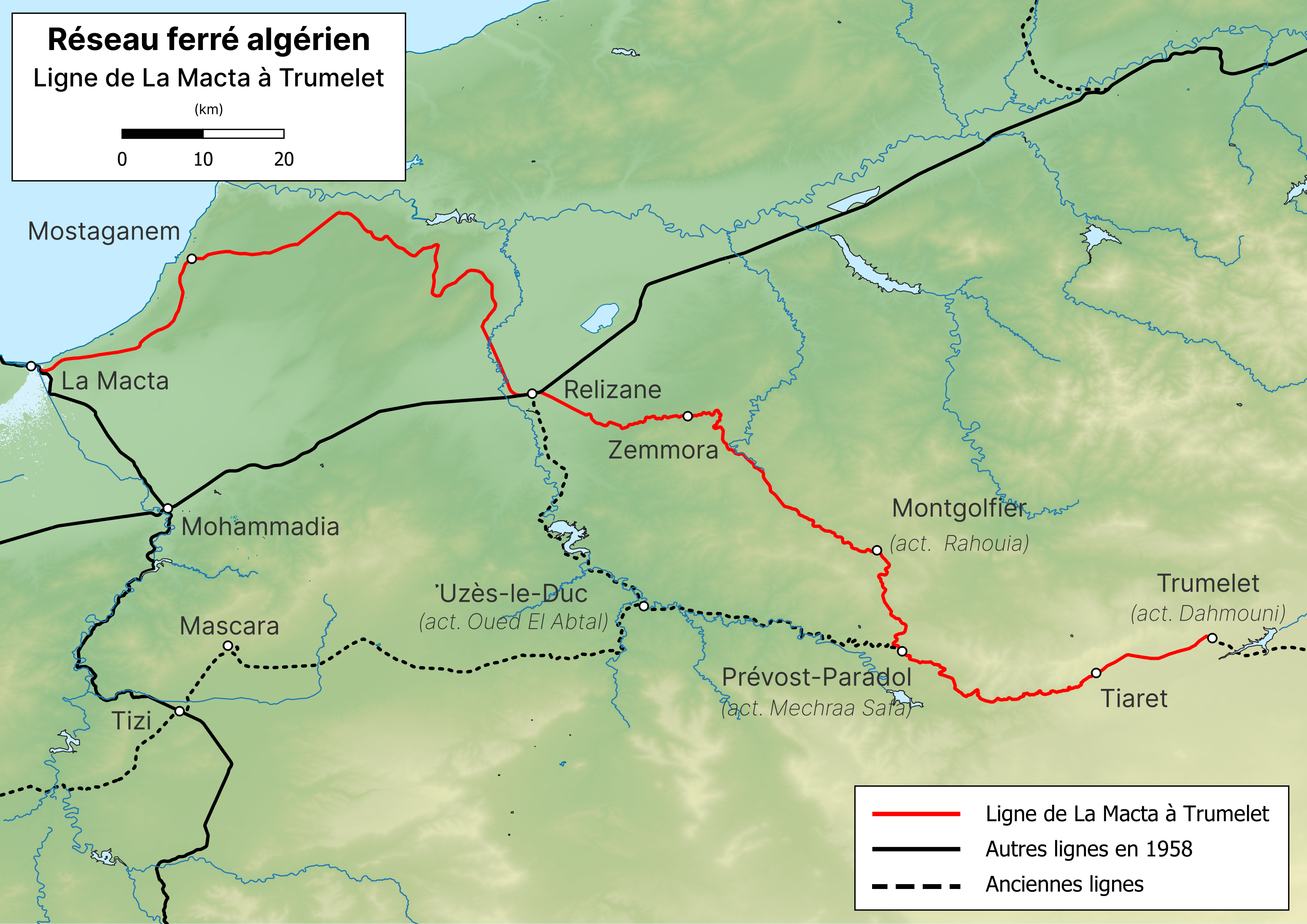
Ligne Macta - Dahmouni 1958

- Lignes qui ne sont plus en service :
  1. Ligne reliant  La Macta à Trumelet, créée en 1888 via le projet Mechraa Safa et Oued El Abtal, devenant ainsi l'un des embranchements les plus importants de la ligne Alger-Oran[25].
  2. Ligne reliant Mostaganem et Trumelet via Relizane et Zemmora[26]. Elle a été ouverte en juin 1927. Le service de la station Oued El Abtal a été interrompu en raison de l'inondation de l'Oued Mina[25],[27].

- Ligne en service :

C'est l'une des lignes actives les plus connues reliant Alger à Oran, puisqu'elle est entrée en service le 15 juin 1870 et transporte des passagers et des marchandises, notamment des céréales. .
Après l'indépendance, la ligne reliant Alger et Oran est restée en service, en attendant la réhabilitation de la ligne Tiaret- Relizane en provenance de Tissemsilt.

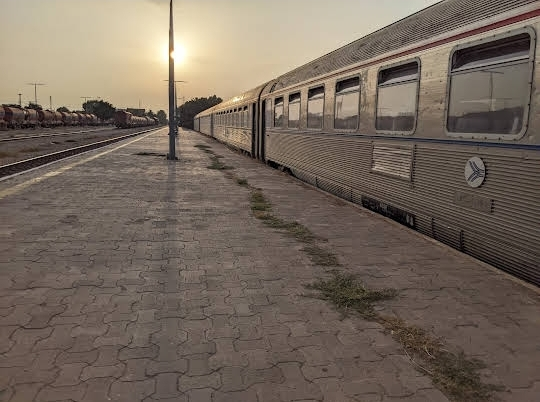
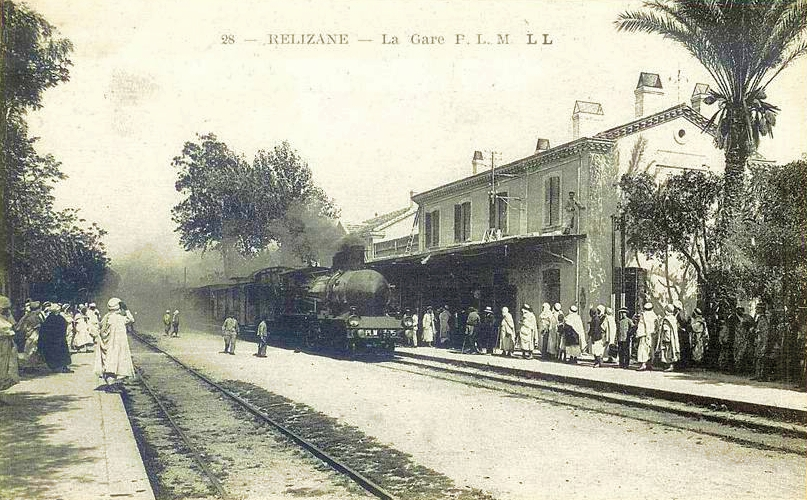
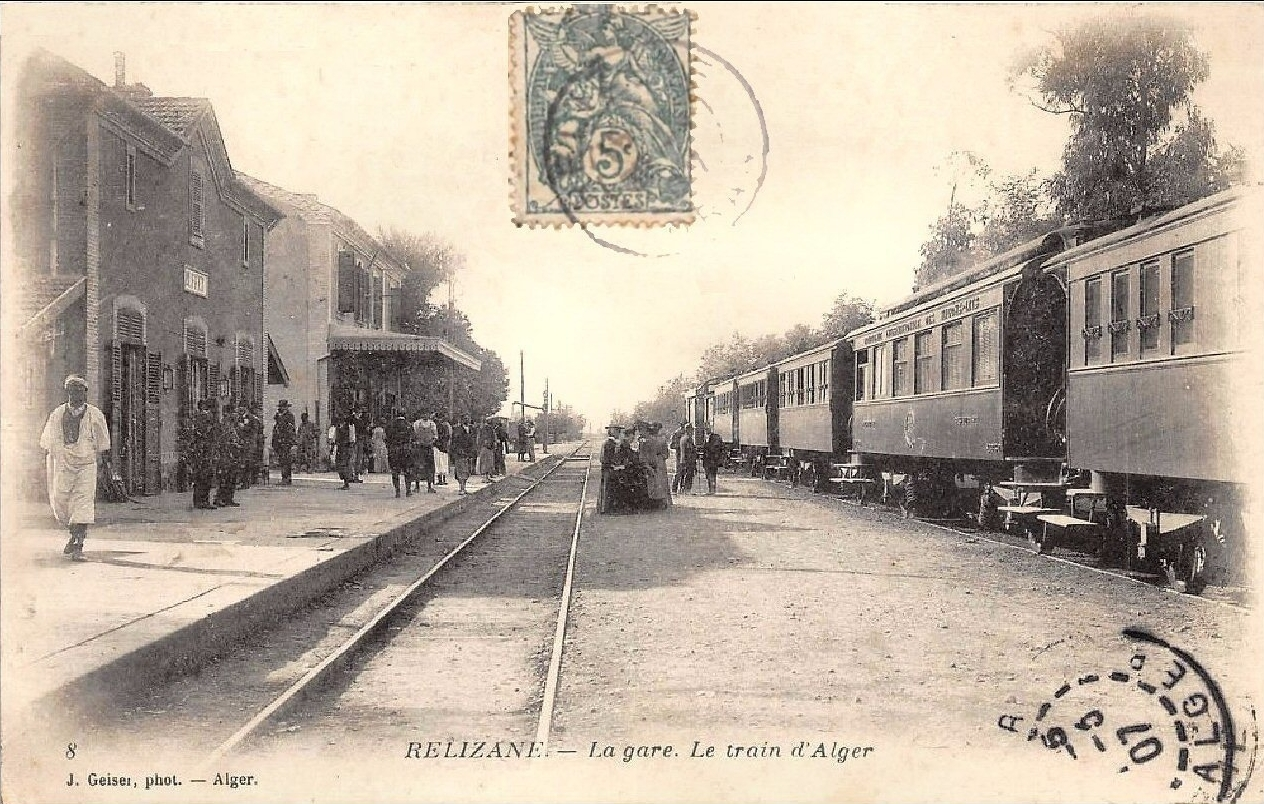

### Transport aérien
Dans les années 1930, les Français ont créé un aéroport où opérait un aéro-club local. Il a été agrandi par les forces américaines pendant la Seconde Guerre mondiale. Il a ensuite servi à l'entraînement au parachutisme, à la voltige et au vol à voile jusqu'à l'indépendance de l'Algérie. Aujourd'hui, c'est un petit aéroportoù atterrissent des hélicoptères

### Transport par bus et taxis
Le transport urbain privé (taxis) et l'Entreprise Publique de Transport Urbain Relizane (ETUR) fournissent des services de transport pour les habitants.
| N de la ligne | Destination | N de la ligne | Destination  |
| 01            | El Intissar | 08            | Chemirik     |
| 02            | Castor      | 15            | Bendaoued    |
| 03            | Bermadia    | 17            | SNMetal      |
| 05            | Dallas      | 19            | Sidi El Hadj |
| 07            | El Nasser   |               |              |

- Gare routière de Relizane

## Environnement

### Coopération internationale et transition énergétique
La commune de Relizane a été choisie par la Fondation allemande pour la coopération internationale (GIZ), pour améliorer le projet dit « commune verte ». Le directeur de la section Afrique du ministère allemand de la Coopération économique et du développement, Christoph Rauh, et le député Christoph Hoffmann ont visité Relizane en 2021, et ont discuté des développements environnementaux dans la commune, dans le cadre d'un partenariat avec le   le ministère algérien de l'Intérieur, des Collectivités locales et de l'Aménagement du territoire.

## Histoire

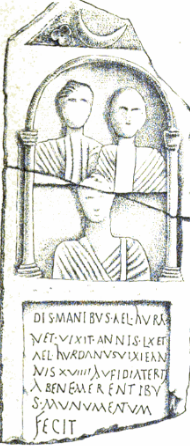
Epitaphe trouve dans les ruines de Mina

### Antiquité
L’histoire de la région remonte à l’époque du royaume de Numidie qui se situe entre 203 et 213 av. J.-C. La région tire son nom d'un cours d'eau appelé Mina. La région de la Mina
connait sous la domination romaine qui a duré près de cinq siècles, son apogée dans le développement agricole et commercial en raison de la fertilité de ses terres et de la richesse de son sol. Relizane est fondée sur l’emplacement de l’antique Castellum de Mina.

#### Période romaine
La ville de Mina fait partie des villes les plus célèbres de la Maurétanie césarienne, dont la capitale était Cherchell. En 40, l'Empire romain occupa la province après le meurtre de Ptolémée par l'empereur Caligula. Mina devint un centre militaire au sein de la ligne défensive de limes, qui surveillait avec une grande prudence les révolutionnaires locaux. Selon les antiquités découvertes dans la région, la ville a connu une grande prospérité économique entre le IIe et le IIIe siècles.

#### Période vandale
En 430, les Vandales, dirigés par  Genséric, occupèrent l'Afrique du Nord et se dirigèrent vers Carthage, dont ils firent leur capitale.
En 484, la Conférence ecclésiastique de Carthage s'est tenue sous les auspices du roi Hunéric, et la ville de Mina était représentée par le prêtre Cecilius. En 525, le roi Hildéric a préparé une autre conférence ecclésiale. Le prêtre de Lina Secondin était présent, et il était le seul à venir de la province la Maurétanie césarienne.

### Période médiévale islamique
L’islam fait son apparition dans la région de l’Ouest en 681 ; en 719-720 les tribus de Relizane sont toutes converties à l’islam avec l’arrivée de Moussa Ibn Noçaïr.

#### Période Zianides

Les provinces de la Régence d'Alger

Cette période du royaume zianides a vu l'émergence du nom Ighil Izan, lorsque le sultan Abou Hammou Moussa II a pris un camp militaire dans l'une des collines afin de combattre son cousin Bouzian Al-Koubi.

#### Période Ottoman
Après la chute définitive de royaume Zianide  en 1556 face aux Ottomans, ils créèrent trois provinces appelées Beylik, et la région de Relizane appartenait au beylik de l'Ouest. Mais il n'existe aucune source historique qui traite de manière adéquate de la région, à l'exception des vestiges d'un barrage datant de l'époque ottomane que les habitants utilisaient pour irriguer leurs terres En plus du passage de la Route Royale reliant Alger à Oran.

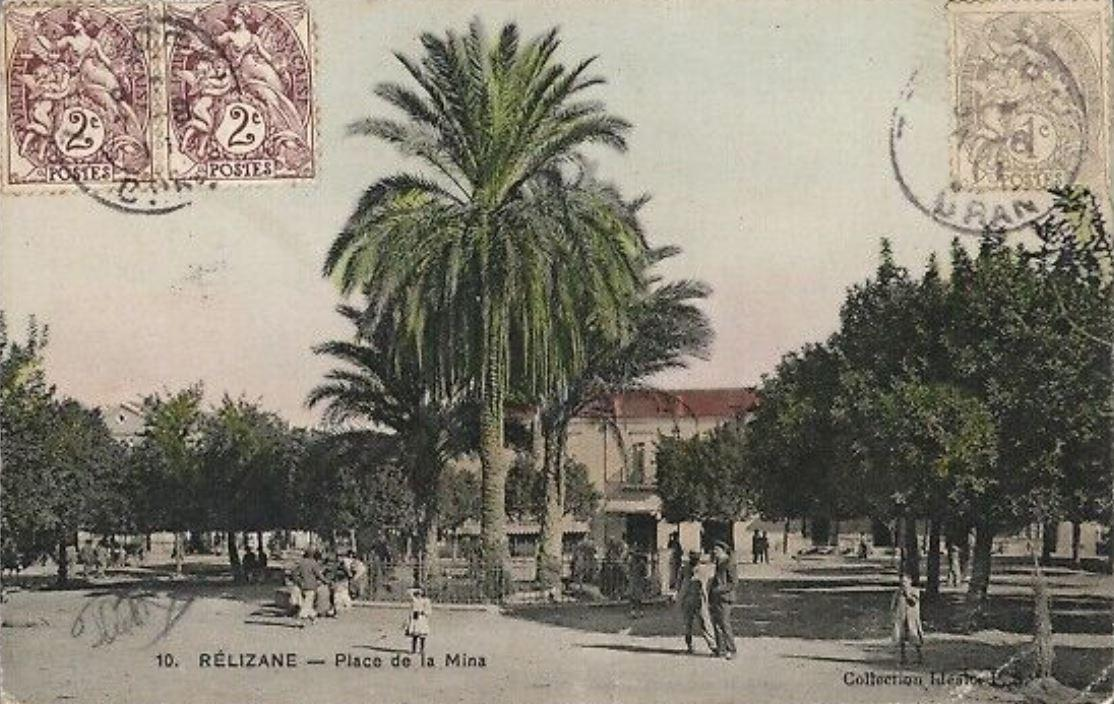
Relizane Place de la Mina

### Époque coloniale française
Au XIXe siècle, l’agriculture est très souvent menacée par de fréquentes sécheresses. Ce n’est qu'en 1852 que les troupes françaises occupent Relizane, un centre de peuplement colonial est créé par décret impérial le 27 février 1857, il est élevé au rang de commune de plein exercice le 1er avril 1865. En 1844, le Génie militaire français répare l’ancien barrage (les anciens ouvrages hydrauliques rétablis en partie) au XVIIIe siècle.

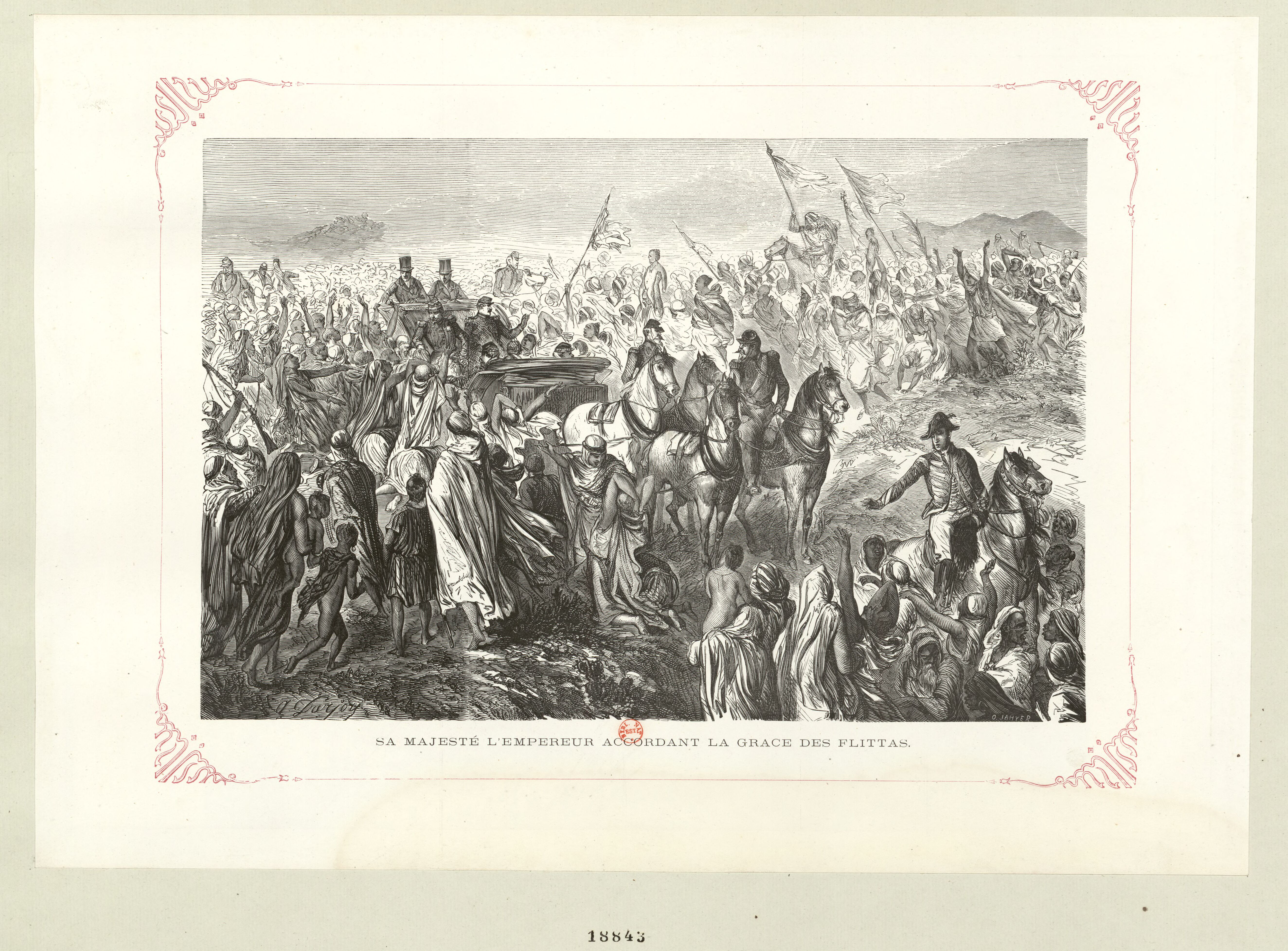
l'Empereur Napoléon III accordant la grâce des Flittas

En 1853, les premiers Européens s’installent dans la plaine et cultivent de petites superficies en blé et en orge plus quelques surfaces de tabac vite abandonnées (le paludisme décime à l’époque des populations entières). Mais la création de Relizane n’est décidée qu'en janvier 1857. Depuis, certaines maisons construites après le chemin de fer Alger-Oran lui donnent un visage nouveau. Entre-temps la population européenne augmente. Les Français viennent du Midi (Gard) et les Espagnols de Valence, d’Alicante, de Murcie, d’Almería. Une vingtaine de fermes faisaient la culture du coton. La ville connaît alors un développement prodigieux, mais les maladies, la sécheresse, les récoltes insuffisantes freinent tout progrès. Ajoutons à la catastrophe naturelle, les événements qui ont précédé le voyage impérial et dont les séquelles[Lesquelles ?] firent la raison principale de l’incident de mai 1865. Dans le Sud oranais éclate la révolte des Ouled Sidi cheikh, révolte due au mécontentement de la population depuis 1860. Les désillusions et promesses[Lesquelles ?] non tenues par l’occupant sont à l’origine d’une des plus grandes insurrections qui va durer jusqu’en 1896.

#### Voyage de Napoléon III à Relizane
Le 21 mai 1865, Relizane reçoit la visite de Napoléon III, venu spécialement dans le but d'établir un royaume arabe en Algérie. A l'entrée de la ville, il fut impressionné par la fertilité de ses terres et la surnomma la Californie d'Algérie. Dès son arrivée au centre de la ville, des foules de la tribu Flittas l'entourèrent et le forcèrent à gracier les résistants qui participaient à la révolte de Sidi Lazreg Belhadj.

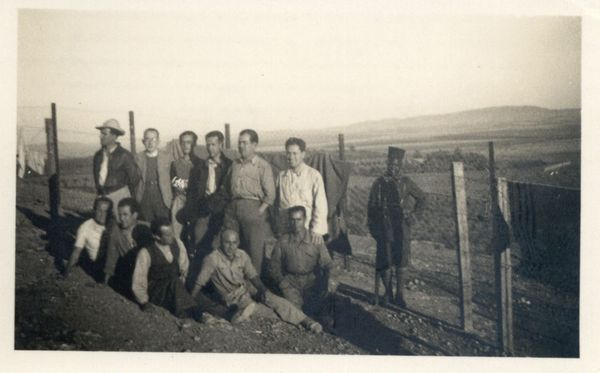
Camp de Relizane

Napoléon utilisa tous les moyens pour les calmer, mais la situation commença à s'envenimer jusqu'à ce qu'il accorde son pardon et s'enfuit de la ville déguisé avec ses compagnons.

#### Réfugiés de la guerre d'Espagne (1939)
La guerre civile espagnole eut de nombreuses conséquences politiques et sociales. En 1939, de nombreux républicains espagnols se sont exilés en Afrique du Nord sur le navire britannique Stanbrook du capitaine Archibald Dickson, qui décide de sauver des familles républicaines piégées dans le port d'Alicante par les nationalistes en 1939, et sont arrivés dans la ville d'Oran le 18 mars. Les autorités françaises ont construit plusieurs camps pour les réfugiés, et le camp de Relizane était parmi les plus confortables pour eux en Algérie,.

#### 1945 - 1954
En 1947, le Mouvement pour le triomphe des libertés démocratiques (MTLD) annonça la création de l'Organisation militaire spéciale, et une section fut établie à Relizane sous la direction de Ouadeh Ben Attia. Cependant, en 1951, Ben Attia fut arrêté et condamné à trois ans de prison, tandis que son adjoint, Ouis El Battache, fut condamné à deux ans de prison.

#### Guerre d'Algérie
Benabdelmalek Ramdane s'est rendu à Relizane pour préparer la révolution et a rencontré des militants tels que :Ben Kaabouche Mohamed ,Maghraoui Habib ,Taib Malt  dans la maison de Messauda Abd Elkader Situé sur la rue Madrid[Quoi ?].Malgré de profonds désaccords au niveau national, le groupe Relizane a fabriqué des bombes traditionnelles et des cocktails Molotov. Cependant, les forces françaises ont arrêté Madmoun Adda , le chef du groupe, et son successeur, Abdelkader Adda, sous la direction de l'ALN.
Après la Congrès de la Soummam, Relizane devient à la zone 4 de la wilaya V historique a cellule a mené de nombreuses opérations spéciales et batailles qui ont semé la confusion parmi les forces françaises, comme la bataille de djebel Manaouret la bataille de Moul Guenna Face à cette escalade, les parachutistes français assiègent la ville du 2 au 16 mai 1958, arrêtant de nombreux citoyens et les torturant à mort dans la ferme de Gutierrez.

## Administration
Le 5 février 2020, le président de l'APC est placé sous mandat de dépôt  dans le cadre d'une enquête sur des faits de corruption. Un nouveau président, Satal Benouda, est élu en octobre 2023.

### Les maires
| Blason de la ville |                   | Nom         | Période |                   | Nom            | Période |
| ------------------ | ----------------- | ----------- | ------- | ----------------- | -------------- | ------- |
| شعار مدينة غليزان  |                   |             |         |                   |                |         |
| 01                 | Louis Agard       | 1871 -1872  | 09      | Dominique Rivière |                |         |
| 02                 | Victor Sauve      | 1872-1891   | 10      | Désanti           |                |         |
| 03                 | Lucien Carriol    | (1892-1893) | 11      | Cotogneaud        | 1945-1947      |         |
| 04                 | Andrieux          |             | 12      | Monreal Naubert   | 1947 -1957     |         |
| 05                 | Albouy            |             | 13      | Lt Colonel Burg   | 1957-1959      |         |
| 06                 | Caron             |             | 14      | Ahmed Benhamouda  | 1959 -1962 (?) |         |
| 07                 | Ferdinand Gaubert | 1900-1934   | 15      | Bouzid Ahmed (?)  | 1961-1962 (?)  |         |

Selon Jean-Claude Rosso, Ahmed Benhamouda est resté maire jusqu'en 1962 ; il est assassiné à Mostaganem le 6 avril 1962 et est présenté comme le fondateur de la  Bonneterie Ouvrière de l'Oued Mina (BOOM), toujours en activité.

## Démographie

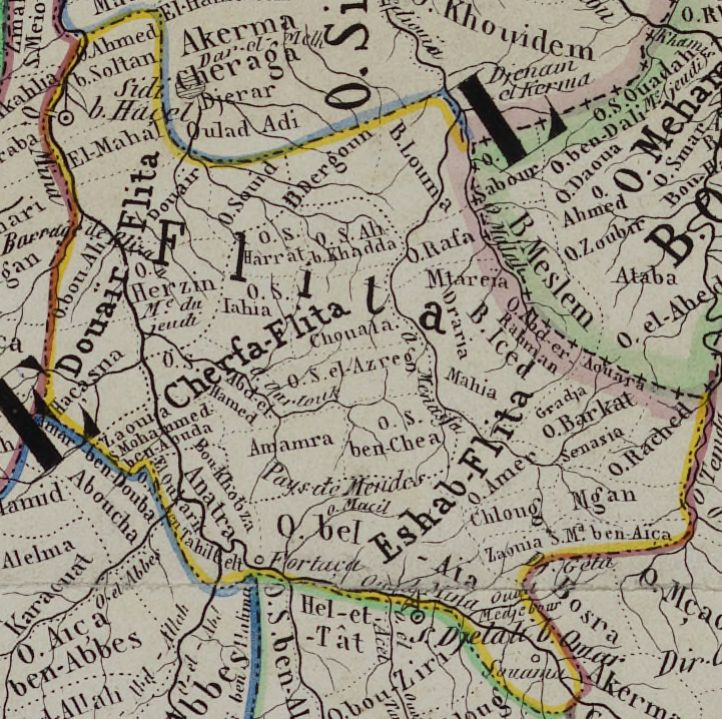
Les fractions de tribu des Flittas

### Ethnographie
Les origines des habitants de la ville de Relizane remontent essentiellement à la tribu Fllitas, à laquelle sont venues de nombreuses tribus voisines, comme les Beni Ouragh, mais aussi à l'arrivée de nombreuses familles kabyles, mozabites, et des populations d'origine sub-sahariennes dans le but de travailler.

### Population
| 1878 | 1882 | 1886 | 1892 | 1901  | 1926   | 1931   | 1936   | 1948   |
| ---- | ---- | ---- | ---- | ----- | ------ | ------ | ------ | ------ |
| .    | .    | .    | .    | 6 000 | 12 700 | 15 400 | 16 500 | 21 800 |

| 1954   | 1966   | 1975   | 1987   | 1998    | 2008    | 2015    | 2019 | 2024 |
| ------ | ------ | ------ | ------ | ------- | ------- | ------- | ---- | ---- |
| 27 100 | 43 500 | 48 094 | 83 864 | 111 186 | 130 094 | 147 720 | .    | .    |

## Économie

### Agriculture
Les terres fertiles de la région de Relizane et sa situation dans la plaine de Mina offraient une réelle opportunité d'exploitation agricole. Au milieu du XIXe siècle, les autorités coloniales établirent des installations hydrauliques pour irriguer les terres et commencèrent par la suite à cultiver le riz, le tabac, les olives, puis les agrumes de première qualité.Cette richesse était exploitée pour l'exportation vers la France et dans des industries agroalimentaires telles que les fabriques de confitures et les minoteries, ce qui a grandement contribué à l’emploi de la population même pendant la période de privatisation des entreprises au début du 21e siècle.[pas clair]

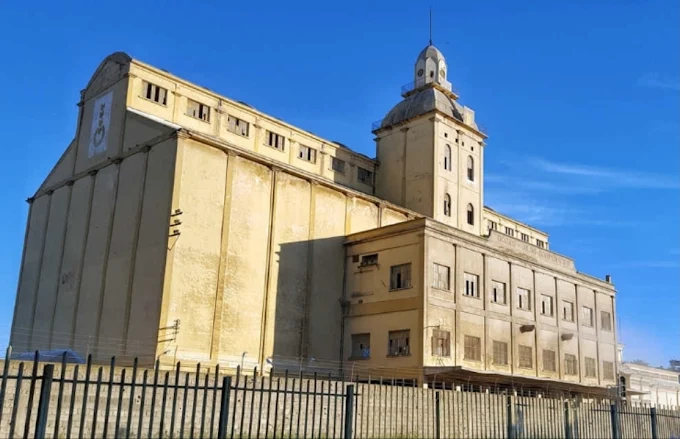
Dock de Relizane

### Industrie
Relizane regroupe de nombreuses usines et entreprises, notamment l'industrie manufacturière et l'industrie agroalimentaire, et les plus importantes de ces entreprises sont :
1. La Coopérative des céréales et légumes secs (CCLS). Cette coopérative a pour activité principale la transformation, et la commercialisation des céréales et des légumineuses[68].
2. La Bonneterie de l'ouest Mina (BOOM)[69]. Son activité concerne les textiles tels que les vêtements et sous-vêtements des ouvriers[70].
3. L'unité de torréfaction et de conditionnement de la DICOPA, dont les activités les plus marquantes sont le conditionnement de farines, légumes et fruits secs, de produits alimentaires pour distributeurs automatiques, et la fabrication de distributeurs de produits alimentaires chauffés, montés sur comptoir[71].

### Secteur d'activité

#### Secteur financier
Les établissements financiers sur Relizane sont :
- Banque de développement local (BDL)[72]
- Caisse nationale d'épargne et de prévoyance-Banque (CNEP)[73]
- Banque de l'agriculture et du développement rural (BADR)
- Banque extérieure d'Algérie) (BEA)[74]
- Banque nationale d'Algérie (BNA)[75]
- Crédit populaire d'Algérie (CPA)[73]
- Société  Générale
- NATIXIS
- Trust bank
- Gulf Bank Algérie (AGB)[76]
- Algérie Poste[77]

#### Assurance
| SAA | CAAT | CRMA | CIAR | GIG | Alliance | CAAR | AXA | GAM |
| --- | ---- | ---- | ---- | --- | -------- | ---- | --- | --- |

#### Télécommunication
| Les agences | 01 Mobilis | 01 Ooredoo | 01 Djezzy | 03 Algerie Télécom |
| ----------- | ---------- | ---------- | --------- | ------------------ |

## Enseignement

### Enseignement supérieur
D'abord créée sous le statut de centre universitaire, l'Université de Relizane a franchi de nombreuses étapes importantes jusqu'à 2020 où l'université a été restructurée pour inclure cinq facultés,.

### Institut de Formation
- Institut National Spécialisé de Formation Professionnelle (INSFP) Hafid Senhadri
- Annexe de l'Institut régional de formation musicale d'Oran[91]

### Centres de formation professionnelle
La municipalité compte plusieurs centres de formation professionnelle et d'apprentissage (CFPA) en particulier pour les jeunes en recherche d'emploi. Ces centres sont supervisés par la Direction de la formation professionnelle et de la professionnalisation de la wilaya de Relizane. Les centres sont :
1. CFPA  Yamina Meghiche
2. CFPA Benallou Benaouda
3. CFPA Sid Ahmed Belalia

## Cultes

### Culte musulman

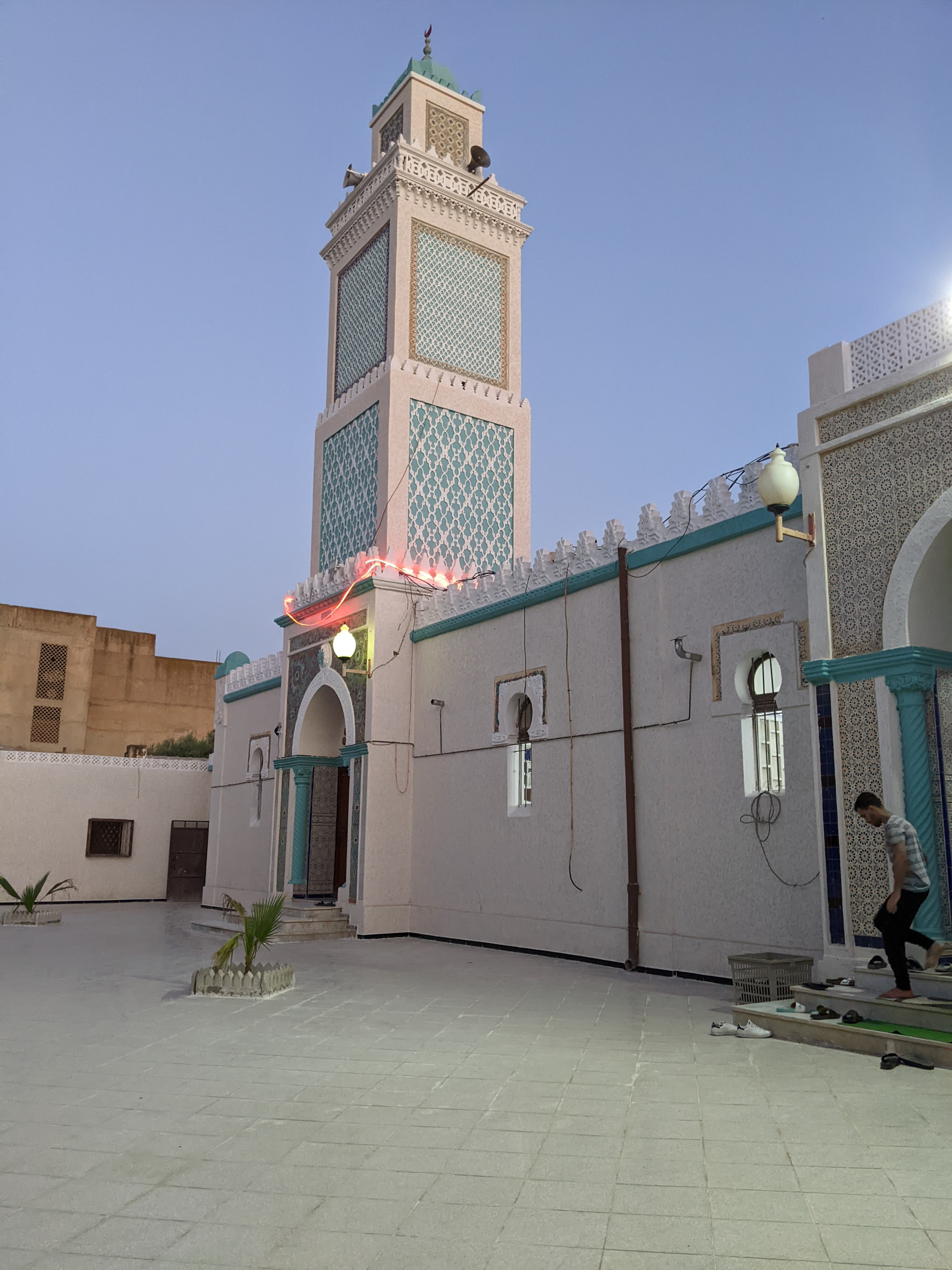
Grand mosquée à centre ville

Les habitants de Relizane adhèrent à la religion islamique depuis des siècles. Ils accomplissent leurs actes de culte, tels que la prière et la zakat, dans les mosquées et enterrent leurs morts de manière islamique dans leurs propres cimetières dont la Direction des affaires religieuses et des dotations est responsable  suivre leurs préoccupations et leurs exigences. Les cimetières font également partie des lieux saints islamiques les plus importants, tels que :Cimetière de Sidi Abdelkader,, Cimetière de Bourmadia, Cimetière de mzabite.

#### Événements
- Colloque international du soufisme[101]: Le forum est supervisé par le Haut Patronage du Président de la République et à l'initiative du Ministère des Affaires religieuses et des Wakfs. L'un des objectifs du forum est d'aborder les questions fondamentales et cruciales du monde islamique[102].

#### Mosquées

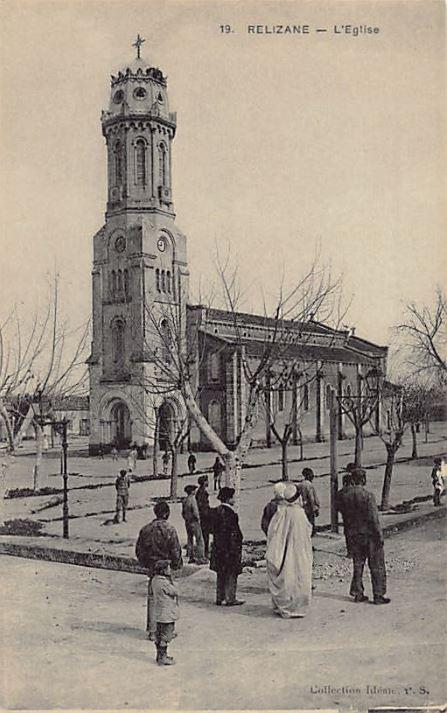
Église Saint Joseph Relizane

### Culte chrétien
Le christianisme était l'une des croyances les plus importantes de la ville au cours des siècles passés, car elle possédait une église chrétienne, en plus de représenter ses habitants au Conseil de l'Église de Carthage, bien antérieure à la colonisation islamique du VIIIe siècle. Elle contient également son propre cimetière, et lorsque la France occupa la région, l'église Saint-Joseph fut construite dans le centre-ville actuel et leur propre cimetière y fut ajouté. Plus tard, une autre église pour la communauté protestante. Les adeptes chrétiens de la ville étaient des colons et leur nombre était d'environ 5 000 personnes.

### Culte juif
La présence de Juifs dans la ville est constatée depuis la création du centre d'implantation.
En 1881, le nombre de Juifs atteignait environ 300 personnes qui pratiquaient leur culte dans la synagogue. Ils enterraient également leurs morts dans le cimetière de la ville.
Depuis le décret Cremieux, les Juifs d'Afrique du Nord sont tous devenus français. 

## Santé

### Étatique
La Direction de la Santé supervise le secteur de la santé dans la wilaya de Relizane, où elle contrôle tous les établissements de santé, y compris les hôpitaux et cliniques de quartier. La commune de Relizane compte de nombreux établissements de santé dont les plus importants sont :
- Hôpital Mohammed Boudiaf[110],[111]
- Centre de traitement des addiction[112]
- Polyclinique Boukheloua
- Polyclinique Medea Lakhdar
- Policlinique Bourmadia "Bouguendoura"[113]

### Privée
- Clinique El-Walid[114]

## Culture et des arts

### Musique

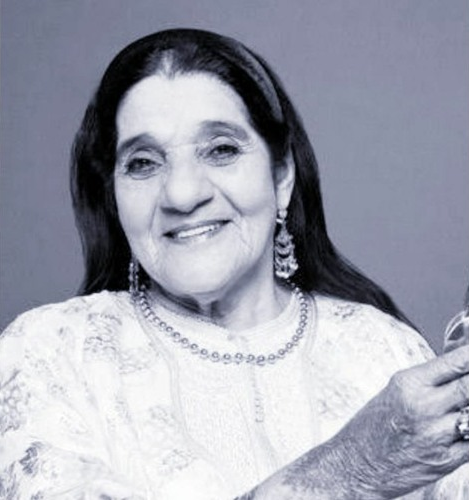
Chikha Rimitti

La ville de Relizane abrite de nombreux arts et styles musicaux, comme le style Msheikha ou bédouin, inspiré des poèmes des frères Belfodil, Cheikh Mohamed Relizani excellait dans ce style et enregistrait ses disques en France.
La ville a également accueilli l'icône du raï Cheikha Rimitti, originaire de Bel Abbès en 1941. Elle a rejoint un groupe musical local et s'est rapidement fait connaître grâce à sa voix puissante. Cheikha Rabia a également occupé une place de choix dans cet art, et ses fans à l'étranger ont été ravis de son séjour en France.
Au milieu des années 80, le chanteur de raï Cheb Moumen s'est fait une place parmi les stars du raï. Mustapha Ankar était l'auteur-compositeur de ses chansons, que Momen maîtrisait à la perfection. Sa popularité a augmenté lorsqu'il s'est installé en France au début des années 90, où il a rejoint le groupe DJ & Fam, devenu célèbre grâce à leur chanson « Raï Darli ».
Le côté féminin était incontestablement mené par Cheba Zohra, qui a joué avec des stars du raï telles que Cheb Taher, Cheb Hasni et Cheb Hamid, et est devenue célèbre pour sa chanson « Saknet Marseille».

### Théâtre
Le théâtre est l'un des arts les plus importants de la ville et jouit d'un public privilégié, où de nombreux artistes ont émergé, tels qu'Abed Farahli, Ahmed Bacha mokhtar, Baki, Nekka Ben Aouda  et Abed Boukhbaza , qui appartiennent à la première génération. Quant à la deuxième génération, elle comprend Houari Arabi, Fouad Ben Doubaba,, qui a participé à la pièce carte Postal, ainsi que Khatini, Adda Farqan, Abdallah Adda et Lazrak Cherchaf. Chaque artiste a marqué la ville de son empreinte en la représentant au sein d'associations culturelles telles qu'Al-gueouala et Génération Dahra  et Al-Nibras, et a remporté de nombreux prix nationaux.

### Festivités et événements
1. Festival Film Documentaire de Sidi M'hamed Benaouda : Le Festival International du Film Documentaire Sidi M'hamed Ben Aouda, fondé en 2019 par l'Association Culturelle Al Zaitouna[122] et soutenu par le Ministère de la Culture et des Arts d'Algérie, se déroule chaque année à Relizane. Cet événement prestigieux vise à promouvoir le cinéma documentaire en mettant en avant des films abordant des enjeux globaux tels que les Objectifs de Développement Durable. En plus de favoriser le dialogue entre les réalisateurs du monde entier, le festival valorise également le patrimoine culturel algérien et sa diversité[123].
2. Journées théâtrales de Mina : l'association locale d'art dramatique Gouala et soutenu par le Ministère de la Culture et des Arts d'Algérie,  organise régulièrement cet événement, qui compte 12 sessions, et s'adresse aux troupes de théâtre amateur de diverses régions du pays[124],[125].
3. Exposition des personnages de la ville : Le bureau municipal, Djanatu Al-Arif, organise chaque année une exposition des personnalités de la ville afin de commémorer leur mémoire et de les présenter aux générations à l'occasion de vivre en paix[126].
4. Mois du patrimoine : Les services culturels et les associations culturelles organisent la manifestation du Mois du patrimoine matériel ou immatériel pendant un mois complet et comprend des conférences, des séminaires scientifiques et des déplacements touristiques afin de le faire découvrir au public[127].
5. Festival culturel local des arts et des cultures populaires[128]

### Équipements culturels

#### Bibliothèques
- Bibliothèque principale de la Lecture Publique[129]

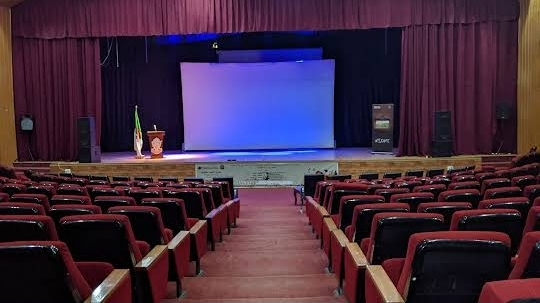
Maison de La culture M'hamed Issiakhem

- Bibliothèque communal

#### Salles de cinéma
La ville comprend trois salles de cinéma, l'une appartenant à un particulier et deux appartenant à la municipalité, et elles étaient destinées à projeter des films égyptiens, indiens et américains .Les noms des salles sont les suivants :
1. Cinéma Casino
2. Cinéma Dounia zed (ex Rex)
3. Cinéma municipal

## Vie quotidienne

### Fêtes
Les familles Relizanaise  célèbrent les fêtes religieuses, nationales et historiques avec une attention particulière. Les plus célèbres sont l'Aïd el-Fitr, où les femmes préparent divers mets sucrés pendant le Ramadan pour accueillir leurs invités pendant les jours de l'Aid, En plus d'acheter des vêtements de l'Aïd pour les enfants. Quant au deuxième Aïd est  l'Aïd el-Adha  jour du sacrifice et de la solidarité avec les pauvres et les nécessiteux de nombreux plats traditionnels sont préparés, tels que Bouzelouf , le douara et le grillade. Le jour de l'Achoura, elles jeûnent deux jours consécutifs pour implorer le pardon de Dieu.
La fête de yennayer , qui tombe les 11 et 12 janvier de chaque année, est l'occasion de préparer des plats traditionnels  comme Cherchem  ٍSfendj  acheter les fruits sec et les dattes Ils se rassemblent autour de lui lors d'une nuit de fête. Ils espèrent que l’année sera pleine de bonheur et de bénédictions.

## Tourisme

### Parcs et jardins

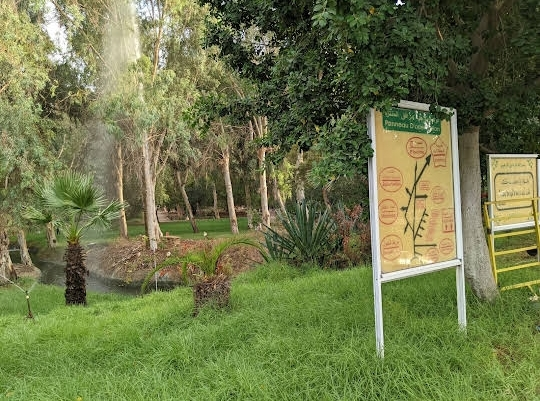
Jardin el yassamine

- Le Jardin El Yasmine (ex-Fennec Land) :  un parc de divertissement et de loisirs pour les familles, comprenant un espace environnemental diversifié, en plus de jeux pour adultes et enfants, en plus d'autres services tels que des restaurants et des cafés.Il organise également des soirées et des soirées musicales[134].
- Le Jardin de Hdidouane : situé au centre de la ville, il date de l'époque coloniale. Il abrite une fontaine, des arbres et des palmiers[135].
- La Place de la résistance : l'une des plus anciennes places publiques qui a accueilli les premiers colons en 1853. Actuellement, de nombreuses activités récréatives et culturelles y sont organisées[136].

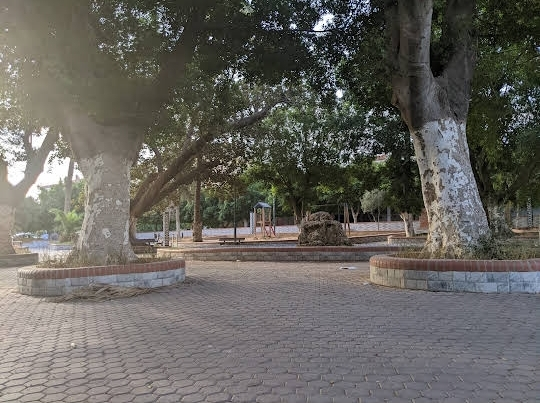
Jardin de Hdidouane

- La Place  de la mairie : Jardin de Hdidouane

### Services d'hébergement
- Hôtel Mina : l'un des plus grands hôtels de la wilaya de Relizane, créé en 2006. Il comprend des chambres, une salle de banquet et une salle de conférence[137].
- Hôtel Djeldjelli[138]
- Hôtel Tounssi[138]

## Patrimoine

### Patrimoine culturel immatériel
1. La waâda de Sidi M'hamed Benaouda : Chaque automne, les habitants de la région organisent un événement festif pour commémorer Sidi M'hamed Benaouda[139], le chef spirituel de la tribu Flittas, où ils installent des tentes pour recevoir des invités venus assister aux spectacles de cavalerie et écouter les poèmes des poètes[140].
2. La waâda de Sidi bellel : Une célébration qui a lieu une fois par an dans la ville, où certaines familles d'origine subsaharienne organisent la promesse et invitent de nombreuses personnes afin de partager avec elles leurs coutumes et traditions de chant et de danse[141].

### Patrimoine culturel
| Monuments historiques | Monuments historiques      | Monuments historiques | Monuments historiques   | Monuments historiques                              |
|                       | Les sites                  | Description | Catégorie du classement | Illustré                                           |
| --------------------- | -------------------------- | --- | ----------------------- | -------------------------------------------------- |
| 01                    | Site archeologique de Mina | Le site de Mina, qui est ce qui reste de la ville historique de Mina. Le site a une superficie de 17 ha. et se situe à 3 km de la ville. | Classé                  |                                                    |
| 02                    | Pont Mina                  | Le pont Mina, qui est ce qui reste d'aqueduc , a une superficie de 16 m²                                                                 | Classé                  | أطلال جسر روماني .....بالمدخل الغربي لمدينة غليزان |
| 03                    | Mosquée Al Noor            | La mosquée était auparavant une église catholique portant le nom de Saint Joseph                                                         | ________                | مسجد النور غليزان Al Nour Mosque,Relizane          |
| 04                    | Cimetière des Martyrs      | |                         |                                                    |
| 04                    | Le sanctuaire de Sidi Abed | Un sanctuaire dédié à marabout Sidi Abed                                                                                                 | ــــــــــــــــــــ    |                                                    |

## Sports

### Football

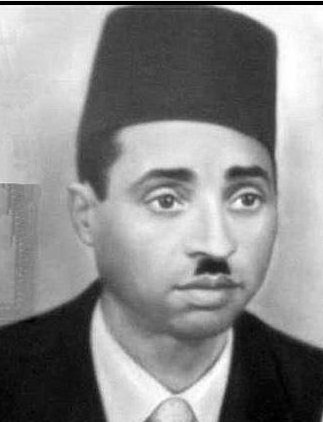
Tahar Zougari 2e président de RCR 1958-1934

La commune compte plusieurs clubs de football :
1. Le Rapid Club de Relizane, ou RC Relizane, qui joue aujourd'hui (2025) dans le cadre du Championnat d'Algérie de football de troisième division, est fondé en 1934[147]. Il évolue au stade Tahar-Zoughari. Depuis sa création, l'équipe a été promue à trois reprises en première division, où elle a été active pendant 9 saisons complètes. Le meilleur souvenir de l'équipe est sa troisième place lors de la saison 1988/1989, qui l'a qualifiée pour participer à la compétition. La Coupe de la Confédération Africaine, mais elle n'a pas eu la chance de gagner contre le concurrent tunisien du Stade Africain, car elle a gagné aller et retour.[réf. souhaitée]
2. Le JSM Relizane,  fondé en 1947[148].
3. Le WA Relizane
4. L'Afak Relizane, fondée en 1995 est l'un des clubs féminins algériens ayant remporté le plus de championnats d'Algérie. Il a  remporté deux fois deuxième et troisième places dans une compétition Championnat féminin des clubs champions de l'UNAF Et en particulier éliminé à la Ligue africaine des champions[149],[150],[151].
5. L'OM Relizane : Oussoud Mina Relizane[152], un club fondé en 2009, joue actuellement dans La Ligue de Football de la wilaya de Relizane.
6. L'OS Relizane, ou Olympique de Relizane, fondé en 2022, est considéré comme l'une des écoles de football les plus importantes de la wilaya de Relizane qui s'occupe de la formation au niveau des jeunes[153].

### Handball
- JSM Relizane[154]  fondé en 1948

### Boxe
La boxe est l'un des sports les plus populaires parmi les habitants de la ville. Tous deux y excellaient : Abdellah Hezil, Ben Dahman et Hamza Abdel Karim, comme ils étaient considérés comme issus de la première génération de boxeurs dans les années 40. Grâce à eux, de nombreux boxeurs de la Génération Indépendance se sont formés, comme Said Ounes Qui a remporté la médaille de bronze aux Jeux africains de 1978 en Algérie. La réussite la plus importante de la boxe relizanaise est la qualification du boxeur Hadj Belkheir pour les Jeux olympiques d'Athènes.

### Sombo, Kickboxing, Judo
La ville compte une sélection impressionnante de lutteurs de sambo qui ont représenté l'Algérie dans des compétitions internationales. Belaalia Abed, Zertit Abdelkader, Berrached Djilali et El Bey Djamel qui a remporté les médailles au Championnat arabe à Casablanca

### Équitation
Un événement équestre national est organisé dans la ville, où de nombreux clubs viennent concourir pour le grand prix, qui se déroule au complexe sportif Ahmed Zabana. Le grand prix a débuté de 2012 jusqu'au début de la pandémie de Covid-19.

### Natation
- CNR :Club Nautique de Relizane[159]

### Cyclisme
La ville est devenue célèbre dès son plus jeune âge pour le sport cycliste. L'un des cyclistes les plus importants de la ville est Hadj Mohamed Laggoun, l'un des pionniers du cyclisme en Algérie,, puisqu'elle a organisé le Grand Prix Riz, remporté par Abdelkader Hachemi. De plus, la ville a été incluse dans le Tour d'Algérie en 1929 d'Oran à Relizane, qui a été remporté par le cycliste René Bernard,. Après l'indépendance, il fut inclus dans le Tour d'Algérie 1975 de à, et l'étape fut remportée par le cycliste soviétique Alexandre Yudine.

### Équipements sportifs

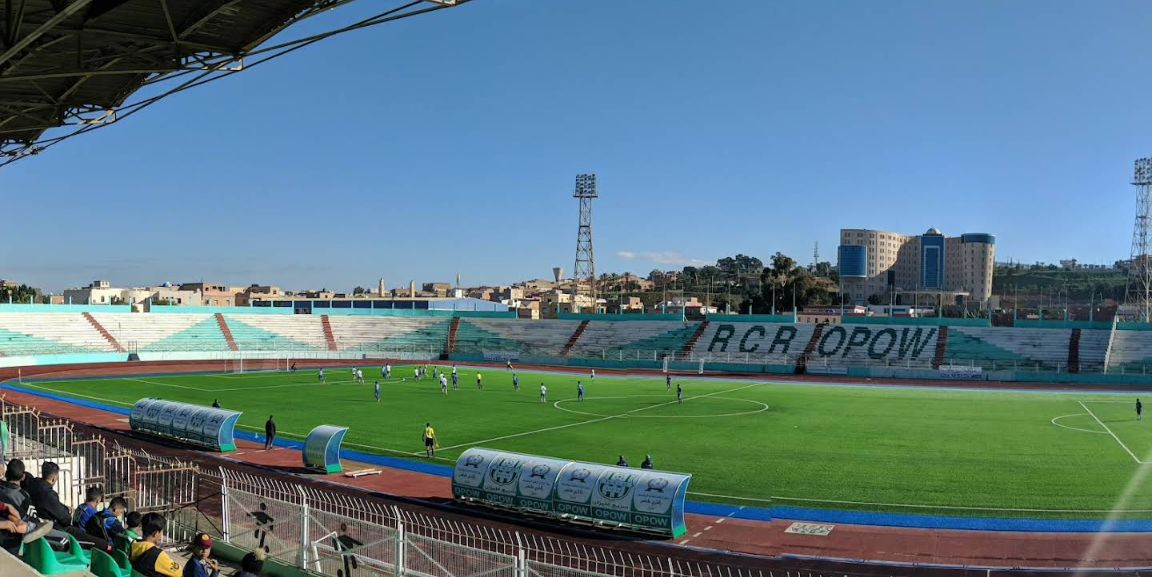
Stade Tahar-Zoughari.

Il existe de nombreuses installations sportives dans la ville qui permettent aux athlètes de pratiquer facilement leur activité préférée, et les plus importantes d'entre elles sont les complexes sportifs :
- Stade Tahar-Zoughari : ouvert en 1987, il accueille les matchs du RC Relizane, avec une capacité de 30 000 spectateurs[166].
- Piscine olympique Relizane
- Centre équestre "Ahmed Ben Bella"
- Palais des Sports Nedjema Benaouda
- Complexe sportif Dallas
- Salle multisports Mohamed Bahloul
- Salle multisports de La sas
- Salle multisports Mohamed Khamisti

## Média

### Presse
Les journaux publiés à Relizane datent de la période coloniale et n'ont pas été publiés après l'indépendance. Il s'agit de :
1. Le Progrès de Relizane, journal républicain indépendant
2. Le Réveil de Relizane
3. L'Echo de la Mina
4. Le Petit Relizanais
5. L'Avenir de Relizane
6. L'Indépendant Relizanais

### Radio
Radio Relizane : Radio publique affiliée à Radio Algérienne, dont le siège est situé au centre-ville de Relizane diffusant des événements locaux en arabe, Elle produit également des émissions et programmes culturels, sportifs et religieux. Sa fréquence est : 90.8 FM

## Relizane dans les arts et la culture

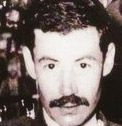
M'hamed Issiakhem

### Relizane dans la peinture
- Le peintre Mohamed Issiakhem est considéré comme l'un des plus grands peintres algériens[168] du XXe siècle. Il vit à Relizane durant treize ans pendant une partie de son enfance. On connaît de lui un tableau relatif à la ville, peint alors qu'il a quatorze ans[169].

- Parmi les peintures les plus célèbres évoquant la ville de Relizane figurent celle de l’artiste Henri-Alfred Darjou, où il décrit la visite de Napoléon III dans la ville au moment où il accorde la grâce de la tribu des Flittas le 21 mai 1865. Le tableau, peint en 1868, est exposé au Musé musée national des châteaux de Versailles et de Trianon[170].

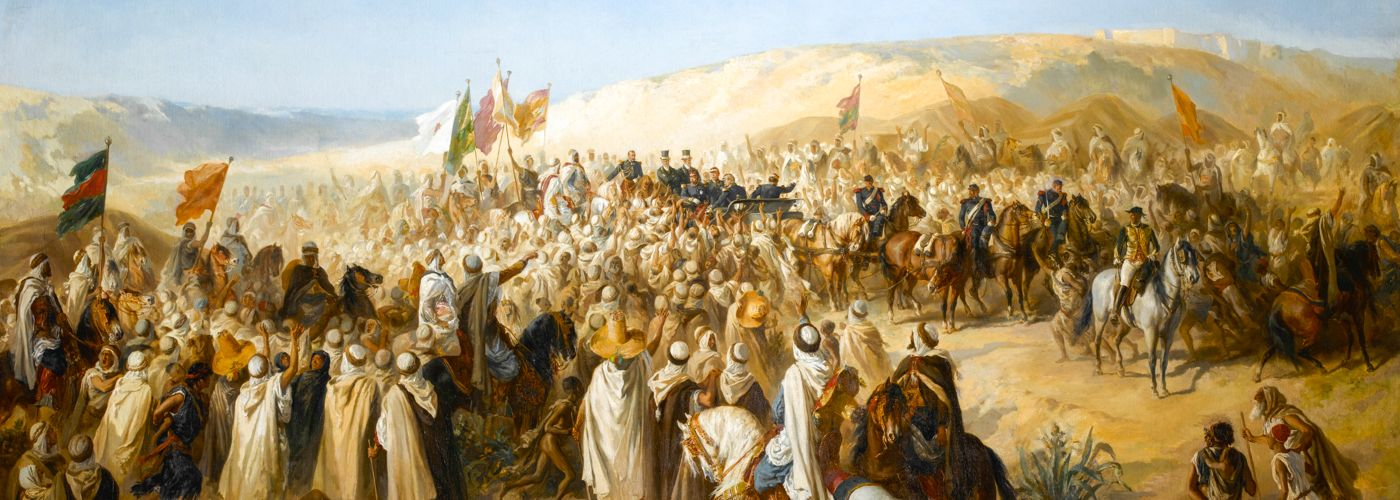
Voyage de Napoléon III à Relizane

### Relizane dans la littérature
De nombreux romans ont été publiés sur la ville de Relizane et racontaient la vie quotidienne des héros du roman. Parmi les romanciers locaux les plus éminents figurent Mohammed Meflah.
Concernant les étrangers, c’est Olivia El kaim qui a publié un roman intitulé Le Tailleur de Relizane qui raconte les relations de son grand-père avec le Mouvement national algérien, les autorités militaires françaises de la ville et ses regrets pour la ville de Relizane lors de son exil en France,.

### Films tournés à Relizane
- 1937 :  Feu ![174]
- 1949 : La Soif des hommes[175]
- 1985 : Film docummantaire de M'hamed Issiakhem[176]
- 1989 : Hassan Niya

## Jumelages
- Fès (Maroc) depuis 2012[177]

| Relizane Fès |

## Référencement